# Paul Gaustad
Paul Michael Gaustad (född 3 februari 1982) är en amerikansk före detta professionell ishockeyspelare som spelade för Nashville Predators och Buffalo Sabres i NHL. Han går under smeknamnet "Goose". Gaustad är född i Fargo, North Dakota, men växte upp i Portland, Oregon.
Gaustad valdes av Sabres i den sjunde rundan i 2000 års NHL-draft.
27 februari 2012 bytte Buffalo Sabres bort Gaustad och ett val i fjärde rundan i NHL-draften 2013 till Nashville Predators för ett val i första rundan i NHL-draften 2012.
8 september 2016 gick Gaustad ut med att han avslutar sin karriär.

## Statistik

### Klubbkarriär
| 1999–00    | Portland Winter Hawks | WHL        | 56  | 6  | 8   | 14  | 110 | —  | —  | —  | —  | —  |
| 2000–01    | Portland Winter Hawks | WHL        | 70  | 11 | 30  | 41  | 168 | 16 | 10 | 6  | 16 | 59 |
| 2001–02    | Portland Winter Hawks | WHL        | 72  | 36 | 44  | 80  | 202 | 6  | 3  | 1  | 4  | 16 |
| 2002–03    | Rochester Americans   | AHL        | 80  | 14 | 39  | 53  | 137 | 3  | 0  | 0  | 0  | 4  |
| 2002–03    | Buffalo Sabres        | NHL        | 1   | 0  | 0   | 0   | 0   | —  | —  | —  | —  | —  |
| 2003–04    | Rochester Americans   | AHL        | 78  | 9  | 22  | 31  | 169 | 16 | 3  | 10 | 13 | 30 |
| 2004–05    | Rochester Americans   | AHL        | 76  | 18 | 25  | 43  | 192 | 9  | 6  | 5  | 11 | 16 |
| 2005–06    | Buffalo Sabres        | NHL        | 78  | 9  | 15  | 24  | 65  | 18 | 0  | 4  | 4  | 14 |
| 2006–07    | Buffalo Sabres        | NHL        | 54  | 9  | 13  | 22  | 74  | 7  | 0  | 1  | 1  | 2  |
| 2007–08    | Buffalo Sabres        | NHL        | 82  | 10 | 26  | 36  | 85  | —  | —  | —  | —  | —  |
| 2008–09    | Buffalo Sabres        | NHL        | 62  | 12 | 17  | 29  | 108 | —  | —  | —  | —  | —  |
| 2009–10    | Buffalo Sabres        | NHL        | 65  | 12 | 10  | 22  | 82  | 6  | 0  | 1  | 1  | 8  |
| 2010–11    | Buffalo Sabres        | NHL        | 81  | 12 | 19  | 31  | 101 | 7  | 0  | 2  | 2  | 13 |
| 2011–12    | Buffalo Sabres        | NHL        | 56  | 7  | 10  | 17  | 70  | —  | —  | —  | —  | —  |
| 2011–12    | Nashville Predators   | NHL        | 14  | 0  | 4   | 4   | 6   | 10 | 1  | 1  | 2  | 5  |
| 2012–13    | Nashville Predators   | NHL        | 23  | 2  | 3   | 5   | 20  | —  | —  | —  | —  | —  |
| 2013–14    | Nashville Predators   | NHL        | 75  | 10 | 11  | 21  | 61  | —  | —  | —  | —  | —  |
| 2014–15    | Nashville Predators   | NHL        | 73  | 4  | 10  | 14  | 60  | 6  | 0  | 0  | 0  | 22 |
| 2015–16    | Nashville Predators   | NHL        | 63  | 2  | 4   | 6   | 46  | 14 | 1  | 0  | 1  | 0  |
| NHL totalt | NHL totalt            | NHL totalt | 727 | 89 | 142 | 231 | 778 | 68 | 2  | 9  | 11 | 64 |

### Internationellt
| År            | Lag           | Turnering     | Matcher | Mål | Assist | Poäng | Utv |
| ------------- | ------------- | ------------- | ------- | --- | ------ | ----- | --- |
| 2011          | USA           | VM            | 6       | 0   | 1      | 1     | 4   |
| Senior totalt | Senior totalt | Senior totalt | 6       | 0   | 1      | 1     | 4   |